# Bademli
Bademli, griechisch Glikí (Γλυκύ) ist ein griechisches Dorf auf der Insel Gökçeada / Ímvros im Landkreis Gökçeada der türkischen Provinz Çanakkale. Zur Unterscheidung von Yenibademli wird es auch Eski Bademli genannt. Es gehört zu den vier traditionellen griechischen Dörfern der Insel.

## Lage
Bademli / Glikí liegt am Fuß des Yıldız Tepe hoch über der Büyükdere-Ebene im Nordosten der Insel. Es liegt vier Kilometer nördlich von Merkez und ist schlecht zugänglich. Im Dorf gibt es eine Kirche, Kaffeehäuser und Herbergen. Viele Gebäude sind baufällig.

## Geschichte
Glikí wurde erstmals im Steuerbuch der osmanischen Provinz Cezayir-i Bahr-ı Sefid  („Mittelmeerinseln“) des Jahres 1569 unter dem Namen Giliki genannt. 1964 wurden die landwirtschaftlichen Flächen des Dorfes enteignet und dem Militär übergeben. Zudem wurde die griechische Schule geschlossen. In den folgenden Jahren verließen viele Dorfbewohner die Insel und die Bevölkerung nahm in kurzer Zeit stark ab. 1970 wurde Glikí offiziell in Bademli („Mandel“) umbenannt. Nach der Öffnung der Insel in den 1990er Jahren kehrten die ersten Griechen zurück.

## Bevölkerung
Die Bevölkerung besteht aus orthodoxen Griechen und sunnitischen Türken etwa im gleichen Verhältnis. Bademli hatte laut Bevölkerungsfortschreibung (ADNKS) 66 Einwohner (Stand Ende Dezember 2020).

## Personen aus Bademli / Glikí
- Seraphin Uluhogian (1890–1965), armenisch-katholischer Geistlicher, Generalabt der Mechitaristen